# Rotoscopie

Cheval animé au rotoscope d'après les photos de Eadweard Muybridge (XIXe siècle)

La rotoscopie est une technique cinématographique qui consiste à relever image par image les contours d'une figure filmée en prise de vues réelle pour en transcrire la forme et les actions dans un film d'animation. Ce procédé permet de reproduire avec réalisme la dynamique des mouvements des sujets filmés.

## Histoire
Les premiers films utilisant cette technique datent de la fin du XIXe siècle ou du début du XXe siècle.
Le procédé a été perfectionné et breveté sous le nom de Rotoscope en 1915 par les producteurs et réalisateurs américains Dave et Max Fleischer à l'occasion de la production de leur série Out of the Inkwell. Leur rotoscope utilisait une table transparente sous laquelle étaient projetées, les unes après les autres, les images du film en prise de vues réelle. Le dessinateur pouvait alors tracer les contours des formes sur des calques.
La rotoscopie n'est pas un procédé aussi simple que l'on pourrait l'imaginer. Ainsi que le dit Dennis Tupicoff, réalisateur ayant beaucoup utilisé le procédé : « L’image en prise de vues réelles doit être aussi détaillée que possible et éclairée de manière à refléter les intentions. Évitez tout flou : ils sont difficiles à gérer en rotoscopie. »
En infographie, on utilise la rotoscopie avec des logiciels adéquats pour détourer certains éléments image par image d'un film numérisé. Cet objet ou série d'objets peut être par la suite modifié, transformé, dupliqué ou supprimé afin de permettre les volontés du réalisateur. Différents logiciels proposent pour cela de mettre les images d'une séquence en fond et de laisser le créateur donner libre cours à son imagination pour l'interprétation en rotoscopie. Il existe également des systèmes de capteurs et caméras permettant de faire de la rotoscopie en trois dimensions du mouvement. Cela permet de récupérer les informations du mouvement d'un acteur et de les appliquer à un modèle 3D.
On appelle « roto » la ou les courbes utilisées dans les logiciels de traitement de l'image numérique. La roto découpe un objet ou une série d'objets image par image sur un plan. À partir d'une roto complétée, l'artiste génère un masque (appelé matte, dans le jargon cinématographique) en noir et blanc qui épouse parfaitement l'objet sur tout le plan. Le blanc (valeur 1) correspond à la partie visible de l'image qui est totalement opaque ; le noir (valeur 0) correspond à ce qu'on veut exclure. Les valeurs entre 0 et 1 correspondent à une partie visible, possèdent une transparence variable, comme le flou et le blur. Le matte généré par une roto est utilisé en composition numérique pour intervenir sur un objet sans affecter le reste de l'image ou alors protéger cet objet d'une intervention globale de l'image filmée.

## Quelques films ayant eu recours à la rotoscopie
- Blanche-Neige et les Sept Nains de David Hand, studios Disney, 1937
- La série Superman des studios Fleisher, 1941-1942
- La Fleur écarlate (Аленький цветочек) de Lev Atamanov, Soyuzfilm, 1952
- La Reine des neiges, de Lev Atamanov, Souzfilm, 1957
- La Belle au bois dormant de Clyde Geronimi, studios Disney, 1959
- Le générique de Le Bon, la Brute et le Truand de Sergio Leone, 1966
- Le Seigneur des anneaux de Ralph Bakshi, 1978
- La Dernière Valse de Martin Scorsese, 1978
- Métal Hurlant de Gerald Potterton, 1981
- Tron de Steven Lisberger, studios Disney, 1982
- Brisby et le secret de NIMH de Don Bluth, 1982
- Tygra, la glace et le feu de Ralph Bakshi, 1983
- Qui veut la peau de Roger Rabbit de Robert Zemeckis, 1988
- La Petite Sirène de Ron Clements et John Musker, studios Disney, 1989
- Cool World de Ralph Bakshi, 1992
- Alien 3 de David Fincher, 1992
- La Belle et la Bête de Gary Trousdale et Kirk Wise, studios Disney, 1992
- La Basse Cour de Michèle Cournoyer, court métrage d'animation, Office national du film du Canada, (1992)
- Aladdin de Ron Clements et John Musker, studios Disney, 1993
- Pocahontas de Mike Gabriel et Eric Goldberg, studios Disney, 1995
- La série Delta State produite par Alphanim, France 2, Nelvana et Deltanim, 2004
- Waking Life de Richard Linklater, 2001
- A Scanner Darkly de Richard Linklater, 2006
- Renaissance de Christian Volckman, 2006
- Alois Nebel de Tomás Lunák, 2011
- Aku no Hana de Hiroshi Nagahama, 2013
- Godzilla, 2014
- 8 Balles de Frank Ternier, 2014 (court métrage)
- Téhéran Tabou d'Ali Soozandeh, 2017
- Another Day of Life, 2018
- Apollo 10½ de Richard Linklater, 2022
- La Jeune Fille et les Paysans (Chłopi) de Dorota Kobiela Welchman et Hugh Welchman, 2023
- Anzu, chat-fantôme de Yōko Kuno et Nobuhiro Yamashita, 2024[4]

## Quelques jeux vidéo
- Prince of Persia
- Another World
- Commander Blood
- Flashback: The Quest for Identity
- The Last Express
- Hotel Dusk: Room 215
- Lester the Unlikely
- Upside Down

## Quelques clips vidéo
- Take On Me et The Sun Always Shines on T.V. de A-ha
- Money for Nothing et Brothers in Arms de Dire Straits
- Breaking the Habit de Linkin Park

## Logiciels utilisables pour la rotoscopie
- Commotion de Puffin Design
- Paint de Discreet Logic
- Aura de Newtek
- TVPaint de TVPaint Développement
- Softimage
- OpenToonz (et Toonz)
- Dogwaffle
- Silhouette FX
- Stop Motion Pro de Right On Software Solutions
- After Effects de Adobe
- Nuke (The Foundry)

## Logiciels utilisables pour lecompositing
- Frogplugs
- After Effects (Adobe)
- Smoke (Discreet Autodesk)
- Flame (Discreet Autodesk)
- Digital Fusion (Eyeon Software)
- Shake (Apple)
- Effect option (Discreet Autodesk)
- Chalice (Silicon Grail)
- Liberty (Chyron)
- Combustion (Discreet Autodesk)
- Editbox (Quantel)
- Nuke (The Foundry)
- the GIMP